# Província de Limburg (1815-1839)
La província de Limburg era una de les divuit províncies del Regne Unit dels Països Baixos, creada el 1815 pel Congrés de Viena. El nom de Limburg li fou donat a aquesta província, per bé que no comprèn més que alguns quilòmetres de l'antic ducat de Limburg, per petició expressa de Guillem I, que no volia contemplar la desaparició d'aquest nom prestigiós. Després de la independència de Bèlgica, aquesta província fou integrada al nou Estat, però el 1839, després de la ratificació del Tractat dels XXIV articles, Bèlgica hagué de cedir una part i fou dividida en una província (la part a l'oest del Mosa) i una província neerlandesa (la part a l'est del Mosa i Maastricht).

## En l'actualitat
- Limburg (Bèlgica)
- Limburg (Països Baixos)

## Bandera
La bandera de Limburg fou aprovada pel Consell Provincial el 8 de maig de 1996 i confirmat per l'executiu de Flandes el 29 d'octubre del mateix any. Aquesta està formada per un camp blanc sobre el que se situen les armes de l'antic ducat de Limburg, un lleó rampant roig amb la llengua i urpes grogues (armat) el qual vesteix una corona ducal i un escut al pit. L'escut està format per 10 franges horitzontals grogues i vermelles, els colors de l'antic comtat de Loon.